# Demis Nikolaidis
Themistoklis ("Demis") Nikolaidis (Grieks: Θεμιστοκλής "Ντέμης" Νικολαΐδης) (Gießen, 17 september 1973) is een Grieks voetballer. Zijn echte voornaam is Themistoklis, maar hij is beter bekend als Demis.
Tijdens zijn jeugd woonde hij in Alexandroupoli, in het noordoosten van Griekenland. Tijdens een kwalitatieve loopbaan bij achtereenvolgens Ethnikos Alexandroupolis, Apollon Smyrnis, AEK Athene en Atlético Madrid, vergaarde hij de reputatie van een "geboren doeltreffer", door veel voor club en land te scoren. Zijn kracht, snelheid en behendigheid met de bal werden alom geprezen, maar het was vooral zijn werkethiek en enthousiasme dat hem deze verheven status onder Griekse voetballers bezorgde.
Hij stopte op 31-jarige leeftijd vroegtijdig met zijn loopbaan om voorzitter te worden van AEK Athene.
Nikolaidis is de huidige voorzitter en manager van AEK Athene.

## Persoonlijk leven
Demis Nikolaidis is in 2003 getrouwd met zangeres Despina Vandi. Het paar heeft twee kinderen.
1 Nikopolidis · 
2 Seitaridis ·
3 Venetidis ·
4 Dabizas ·
5 Dellas ·
6 Basinas ·
7 Zagorakis  ·
8 Giannakopoulos ·
9 Charisteas ·
10 Tsiartas ·
11 Nikolaidis ·
12 Chalkias ·
13 Katergiannakis ·
14 Fyssas ·
15 Vryzas ·
16 Kafes ·
17 Georgiadis ·
18 Goumas ·
19 Kapsis ·
20 Karagounis ·
21 Katsouranis ·
22 Papadopoulos ·
23 Lakis ·
Coach: Rehhagel